# اندیس گچ دره شور
گچ دره شور یک اندیس غیرفلزی است که در حوالی شهر اردل استان چهارمحال و بختیاری قرار دارد و مادهٔ معدنی موجود در آن، گچ است. و دیرینگی آن به دوران گچساران ـ میوسن می‌رسد. 